# Сержант-майор корпуса морской пехоты США
Сержант-майор корпуса морской пехоты США (англ. Sergeant Major of the Marine Corps (SgtMajMC)) — это уникальный унтер-офицерский ранг и должность в корпусе морской пехоты США.

## История
В морской пехоте США звание сержант-майора является девятым и самым высоким званием среди военнослужащих рядового и сержантского состава, чуть выше первого сержанта, и равным в классе с команд-сержант-майором, хотя они имеют разные обязанности. Сержант-майор — это звание и военная должность. Он выполняет функции старшего советника командира части, и контролирует вопросы дисциплины и морального духа среди рядового состава морских пехотинцев. Сержант-майор корпуса морской пехоты назначается комендантом корпуса морской пехоты, и служит в качестве его советника, а его звание приравнивается к званию генерал-лейтенанта.
Неофициально первым сержант-майором КМП считается Арчибальд Соммерс (англ. Archibald Sommers), назначенный на эту должность 1 января 1801 года. В 1833 году законодательный акт сделал звание сержант-майора постоянным для корпуса морской пехоты, и по 1899 год пять морских пехотинцев имели соответствующее звание. Это продолжалось до 1946 года, когда звание было упразднено, однако вновь введено в 1954 году как часть структуры званий корпуса морской пехоты.
Должность сержант-майора корпуса морской пехоты, выполняющего функции старшего советника коменданта корпуса, была создана в 1957 году. Эта должность стала первой такого рода в Вооружённых силах США.

## Нарукавный шеврон

Шевроны сержант-майора
С 1957 года по 1970 год
С 1970 года